# Nicolae N. Gane
Nicolae N. Gane (n. 1873 – d. 1956) a fost un om politic român, care a îndeplinit funcția de primar al municipiului Iași între 12 ianuarie și 15 februarie 1938. Pe 17 februarie 1938, el a fost înlocuit cu Mihai Eșanu, după un scurt mandat de două zile al avocatului Chiril Dragan, secretarul general al primăriei.
Nicolae N. Gane a fost fiul lui Nicolae Gane.